# Wallace F. Bennett

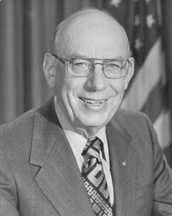
Wallace F. Bennett

Wallace Foster Bennett (* 13. November 1898 in Salt Lake City, Utah; † 19. Dezember 1993 ebenda) war ein US-amerikanischer Politiker der Republikanischen Partei, der den Bundesstaat Utah im US-Senat vertrat.
Nach dem Besuch der öffentlichen Schule nahm Bennett ein Studium an der University of Utah auf. Dieses unterbrach er, um als Infanterie-Leutnant der US Army im Ersten Weltkrieg zu kämpfen. Nach der Rückkehr aus dem Krieg setzte er sein Studium in Salt Lake City fort und graduierte dort im Jahr 1919. Er wurde in der Folge zunächst Direktor einer High School, später Inhaber einer Lackfabrik. Im Jahr 1949 war er Präsident der National Association of Manufacturers, einer Interessenorganisation von Geschäftsleuten.
1950 bewarb sich der Republikaner Bennett um einen der beiden Sitze Utahs im US-Senat. Er entschied die Anwahl gegen den seit 18 Jahren amtierenden Senator Elbert D. Thomas für sich und wurde dreimal wiedergewählt, ehe er sich entschloss, nicht mehr zu kandidieren, und sein Amt am 20. Dezember 1974 niederlegte. Er schied schon vor dem Ende seiner letzten Amtszeit aus, um seinem bereits gewählten Nachfolger Jake Garn einen früheren Einstieg zu ermöglichen.
Als Garn wiederum 1992 den Senat verließ, wurde Bennetts Sohn Robert zu dessen Nachfolger gewählt. Im folgenden Jahr verstarb Wallace Bennett in seiner Heimatstadt Salt Lake City.
Der Mormone Bennett war auch als Verfasser geistiger Lieder für seine Religionsgemeinschaft tätig. So stammt der Text des 1985 in einem Hymnenbuch erschienenen Lobgesangs God of Power, God of Right von ihm. Zudem war er Autor der Bücher Faith and Freedom: The Pillars of American Democracy (erschienen 1950) und Why I Am A Mormon (1958).